# Wolfgang Prejawa
Wolfgang Prejawa – indonezyjski kierowca wyścigowy.

## Życiorys
Był właścicielem stacji benzynowej w Kensington. Rywalizował w Australijskiej Formule V w Nowej Południowej Walii. W 1973 roku zadebiutował Elfinem w Australijskiej Formule 1, zaś rok później rozpoczął starty w Australijskiej Formule 2 Birraną 274. W debiutanckim sezonie był ósmy, zajmując m.in. drugie miejsce w wyścigu na torze Phillip Island, a rok później był czternasty w klasyfikacji. W roku 1976 zajął szóste miejsce, zaś w sezonie 1977 został wicemistrzem serii. Ponadto w 1977 roku startował w Formule Pacific, a w 1979 roku wystartował Marchem 76B w Rothmans International Series.